# Parc extrême Rosa Khutor

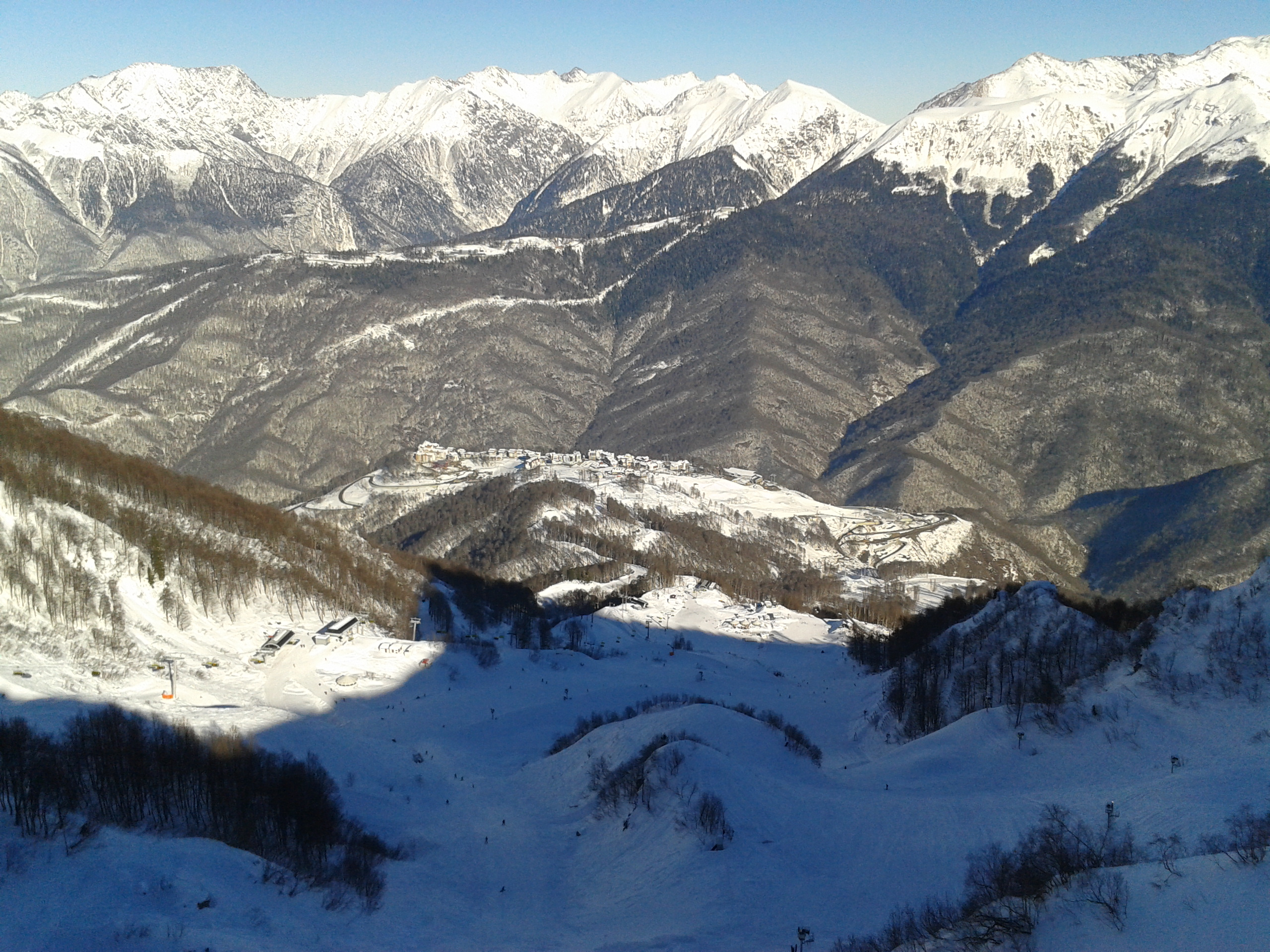
Vue panoramique

Le parc extrême Rosa Khutor (en russe : Экстрим-парк Роза Хутор) est un parc de snowboard et de sports extrêmes situé à Rosa Khutor sur le plateau de Krasnaïa Poliana en Russie.
Ce parc accueille les épreuves de snowboard et de ski acrobatique pendant les Jeux olympiques de 2014. Il a une capacité de 10 000 places debout et 4 000 assises.